# Staten Island Yankees
Staten Island Yankees è la squadra di baseball di Staten Island, uno dei distretti della città di New York, che milita nella lega minore. Gli Yankees soprannominati anche i “Baby Bomber” (Piccoli bombardieri), sono affiliati ai New York Yankees e hanno vinto il loro ultimo titolo nel 2011.

## Storia
Gli Staten Island Yankees sono stati portati a Staten Island nel 1999 grazie a un accordo mediato dal sindaco Rudolph Giuliani, la squadra infatti proveniva dagli Watertown Yankees e dagli Oneonta Yankees. La squadra giocò le prime due stagioni nel campo provvisorio dell'università di Staten Island per poi trasferirsi nel 2011 nello stadio Richmond County Bank Ballpark.
Sul campo, gli Staten Island Yankees hanno avuto un grande successo nel corso degli anni, vincendo il New League Championship York-Penn per ben sei volte in tredici stagioni (2000, 2002, 2005, 2006, 2009 e 2011) e sono stati incoronati campioni della McNamara Division per sette volte (2000, 2002, 2005, 2006, 2008, 2009 e 2011).
Inoltre diverse stelle del baseball, tra cui Robinson Canó, Brett Gardner, Francisco Cervelli, Melky Cabrera, Ian Kennedy e John Axford, hanno iniziato la loro carriera proprio a Staten Island.
Nel 2006 la famiglia Getzler, proprietaria degli Yankees, mise in vendita il 51% delle quote possedute, i New York Yankees le acquisirono e affidarono la gestione alla Mandalay Entertainment. Nel 2011 parte delle quote degli Yankees sono state acquistate da un gruppo di investitori del Connecticut.
Tre ex giocatori hanno ottenuto il più alto riconoscimento da Staten Island Yankees, quando a fine carriera la squadra ha ritirato i loro numeri di maglia:
- Jason Anderson
- Chien-Ming Wang
- Robinson Canó

Il logo originario degli Yankees è stato introdotto per la prima volta durante la loro stagione inaugurale ma utilizzato solo in ambito pubblicitario. Sul campo la squadra indossava le uniformi dei New York Yankees con lo stemma della bandiera di Staten Island sulla manica.
Nel 2000 venne introdotta una versione più personalizzata delle divise: uniformi dei New York Yankees con la scritta Yankees sul petto e Staten Island sulla schiena. Queste maglie vennero utilizzate dal 2000 al 2007 con alcune piccole modifiche nel corso degli anni.
Nel 2008 prima dell'inizio della stagione, gli Staten Island Yankees presentarono un nuovo logo e nuove uniformi. La nuova maglia aveva il logo di Staten Island intrecciato con il cappello e la mazza e venne introdotto un tessuto a righe bianche e blu con la scritta Yankees, presente anche sui cappellini della squadra.